# Pitkäjärvi (sjö i Alavo, Södra Österbotten)
Pitkäjärvi är en sjö i kommunen Alavo i landskapet Södra Österbotten i Finland. Arean är 25 hektar och strandlinjen är 6,04 kilometer lång.  Den  ingår i Lappo å huvudavrinningsområde.  Sjön ligger omkring 56 kilometer öster om Seinäjoki och omkring 290 kilometer norr om Helsingfors. 
I sjön finns öarna Lammassaari, Kalliosaari och Pennasensaari. 